# Ateleia spadicithorax
Ateleia spadicithorax är en tvåvingeart som beskrevs av Frederick Askew Skuse 1888. Ateleia spadicithorax ingår i släktet Ateleia och familjen svampmyggor. Inga underarter finns listade i Catalogue of Life.